# Lyriktheorie
Die Lyriktheorie ist ein Bereich der Literaturtheorie, der sich mit den besonderen Eigenschaften und Merkmalen der Lyrik sowie dem Stellenwert lyrischer Texte innerhalb der Literatur befasst.

## Geschichte
Die Entwicklung der Lyriktheorie im engeren Sinne setzt das Vorhandensein eines eindeutigen Begriffs von Lyrik sowie von Literaturtheorie voraus. Die Auffassung von Lyrik als dritter literarischer Gattung neben der Epik und dem Drama im Sinne einer systematischen Dreiteilung wird erstmals in der italienischen Renaissance durch Trissino (G.G. Trissino, La Poetica, 1529) umrissen; weder in der Antike noch im Mittelalter noch in der Frühen Neuzeit findet sich eine klare Vorstellung von Lyrik als eigenständigem Genre.
Trissinos Modell wird erst mit deutlicher Verzögerung im 17. Jahrhundert in England sowie im 18. Jahrhundert in Frankreich und Deutschland aufgenommen. So geht z. B. J. A. Schlegel in seiner kommentierten  Übersetzung von Batteux’ Werk Les beaux arts réduits à un même principe (1746) über dessen regelpoetischen Ansatz hinaus: „Lyrische Poesie“ ist für Schlegel stets ein Ausdruck „nicht nachgemachter, sondern wirklicher Empfindungen“ (Ch. Batteux / J.A. Schlegel: Einschränkung der schönen Künste auf einen einzigen Grundsatz, 1751).
Mit der Durchsetzung der Konzeption der Lyrik als einer einheitlichen Gattung in Deutschland wird zunächst die Vorstellung verknüpft, die Lyrik sei das adäquate Medium für den unmittelbaren Gefühlsausdruck eines als Genie geltenden Autors.
A.W. Schlegel (Briefe über Poesie, Silbenmaß und Sprache, 1795/96) versteht demgegenüber Lyrik als Steigerung oder Sublimierung der Naturpoesie, die noch völlig dem Ausdruck der Leidenschaften dient, zu einer rhythmisch und melodisch geordneten, welterschließenden Kunstpoesie.
Für Hegel (G.W.F. Hegel: Vorlesungen über die Ästhetik, 1935–38) nimmt die lyrische Subjektivität wiederum die gesamte äußere Welt in sich auf und ermöglicht es, einem erfüllten Inneren „sich als Innerlichkeit auszudrücken.“
Vischer (F.Th. Vischer, Ästhetik oder Wissenschaft des Schönen, 1846–57) spitzt dieses Hegelsche Modell zu der eher irrationalistischen Formel zu, die Lyrik sei „ein punktuelles Zünden der Welt im ‚Subjekte‘“. Diese Konzeption schlägt sich nicht nur im zeitgenössischen Handbuchwissen nieder, sondern findet ebenso ihren Ausdruck in Diltheys der als ‚Erlebnis‘ bezeichneten Vorstellung einer Verinnerlichung der Außenwelt (Dilthey: Das Erlebnis und die Dichtung, 1906). Dieses Konzept bleibt im Kern zahlreicher Lyriktheorien des 20. Jahrhunderts weitgehend erhalten (beispielsweise M. Kommerell: Gedanken über Gedichte, 1943, oder  E. Staiger: Grundbegriffe der Poetik, 1946).
Die literaturwissenschaftliche Entwicklung einer Lyriktheorie im engeren Sinne beginnt erst am Ende des 19. Jahrhunderts, in etwa zeitgleich mit der lyrischen Moderne in Deutschland (Holz, George). Festgestellt wird dabei zunächst ein Mangel: Es gäbe kaum „Anfänge für eine Theorie der Lyrik“ (R.M. Werner: Lyrik und Lyriker, 1890). Die These eines derartigen Mangels ist bis in die Gegenwart ein Topos geworden, beispielsweise bei Warning (Rainer Warning: Lektüren romantischer Lyrik, 1997).
Der „Erlebnis-Poetik“ wird mit Beginn des 20. Jahrhunderts verstärkt das Konzept des „lyrischen Ichs“ gegenübergestellt, das laut Susman (Das Wesen der modernen Lyrik, 1910) „kein Ich im real empirischen Sinne“, sondern vielmehr „Ausdruck“ und „Form“ eines Ichs ist und daher das „empirische Ich“ des Autors geradewegs verschwinden lässt. Walzel (Schicksale des lyrischen Ich, 1916) differenziert diese Position weiter, während Theorien, die das lyrische Ich als „ein reales und niemals ein ‚fiktives‘ Erlebnis- und Aussagesubjekt“ begreifen (K. Hamburger: Die Logik der Dichtung, 1957), dahinter zurückfallen.
Dem steht die provokante These Schlaffers entgegen, das „ich“ des Gedichtes sei „nicht Privatbesitz seines Autors, sondern Gemeingut seiner Leser“; alle Lyrik sei daher „strukturell anonym“ (H. Schlaffer: Die Aneignung von Gedichten, 1995). Der Begriff des lyrischen Ichs wird trotz vereinzelter Versuche, diesen schillernden Terminus zu erhalten, in der heutigen Literatur- oder Lyriktheorie eher durch neutrale Bezeichnungen wie „artikuliertes Ich“ oder Ähnliches ersetzt.
In der gegenwärtigen Diskussion konkurrieren verschiedene Ansätze der Lyriktheorie: Der Differenztheorie zufolge ist die Lyrik charakterisiert durch „vielfältige grammatische Abweichungen von der Alltagssprache“ (H. Fricke: Norm und Abweichung, 1981). Die Formtheorie sieht die Lyrik demgegenüber durch ihre Charakteristik gekennzeichnet, in Versen gefasst zu sein (K.O. Conrady: Kleines Plädoyer für Neutralität der Begriffe Lyrik und Gedicht, 1994). Die Mehrkomponententheorie verweist dagegen auf einige tendenziell häufig auftretende Merkmale lyrischer Texte wie Kürze, Künstlichkeit und Selbstreferenzialität, die jedoch weder als notwendige, noch als ausschließliche Charakteristika von Lyrik verstanden werden (Eva Müller-Zettelmann: Lyrik und Metalyrik, 2000).
Durch eine Kombination von Formtheorie und Redekriterium wird Lyrik auch begriffen als „Einzelrede in Versen“; diese Position schließt damit jedoch alle Gedichte, die nicht monologisch, sondern abgelöst von realen Kommunikationssituationen und strukturell einfach sind (z. B. Dialog- oder Widmungsgedichte), aus der Betrachtung aus (D. Lamping: Das lyrische Gedicht, 1989).
Ein weiterer Ansatz versucht, Formtheorie, pragmatische Differenzierung und Mehrkomponentenmodell miteinander zu verbinden, indem Lyrik als eine Gattung definiert wird, die alle Gedichte umfasst, also jede mündliche oder schriftliche Rede in Versform, die kein Rollenspiel bzw. keine szenische Darstellung beinhaltet bzw. auf eine solche hin angelegt ist und weitere häufig auftretende, jedoch nicht unbedingt erforderliche Merkmale aufweist (D. Burdorf: Einführung in die Gedichtanalyse, 1995).
Die narrative Konzeption versteht Lyrik demgegenüber als eine „Reduktionsform“ des Erzählens und unternimmt den Versuch, „Schemata von Ereignisfolgen“ in Gedichten auszumachen (Jörg Schönert u. a.: Lyrik und Narratologie, 2007). Reduktionistische Ansätze dieser Art werden von verschiedenen Seiten kritisiert, beispielsweise von der Diskurstheorie der Lyrik, die versucht, die zahlreichen Spiegelungen vorgefundener Diskurse in lyrischen Texten auszumachen (z. B. K. Stierle: Lyrik – eine Gattung zweiter Ordnung?, 2008). Auch die Anthropologie der Lyrik, die Gedichte in ihren komplexen Möglichkeiten begreift, „ästhetische Evidenz“ zu erzeugen, steht der narrativ-reduktionistischen Position entgegen (Rüdiger Zymner: Lyrik. Umriss und Begriff, 2009).